# سعدی افشار
سعدی افشار، با نام کامل سعدالله رحمت‌خواه (زادهٔ ۱۳۱۳ در استان زنجان – ۳۰ فروردین ۱۳۹۲ در تهران) بازیگر کمدی ایرانی بود که در نمایش‌های موسوم به سیاه‌بازی، تخته‌حوضی یا روحوضی به ایفای نقش می‌پرداخت.
سعدی افشار، آخرین بازماندهٔ بازیگران نسل سیاه‌باز در نمایش‌های روحوضی در ایران بود و نخستین بار در سال ۱۳۳۰ به روی صحنه رفته بود. در ایران بیشتر مردم، سعدی افشار را با بازی در نقش «سیاه» در نمایش‌های سیاه‌بازی می‌شناسند.

## زندگی
افشار تا ششم ابتدایی درس خوانده است و برای نخستین بار در سال ۱۳۳۰ بر روی صحنه رفت. سعدی افشار تنها بازمانده نمایش سیاه بازی در ایران بود.
مراسم بزرگداشت وی در سال ۱۳۸۵ با حضور بسیاری از بزرگان تئاتر در خانه هنرمندان ایران برگزار شد. همچنین در فیلم تهران ۱۵۰۰ نیز از او یاد شده بود.
او در ۳۰ فروردین ۱۳۹۲ (نوزدهم آوریل ۲۰۱۳) بعد از تحمل یک دورهٔ طولانی بیماری به علت عفونت ریوی و پوکی استخوان در خانه شخصی خود در تهران درگذشت. هم زمان تئاتری از او به اسم فیس پوک روی صحنه بود.

## کتاب عالیجناب سیاه
کتاب عالیجناب سیاه که به بیان «زندگی و خاطرات سعدی افشار» می‌پردازد، در ۱۳۶ صفحه توسط لاله عالم به نگارش درآمده و نشر پوینده آن را چاپ کرده‌است، این کتاب با مقدمه‌ای از قطب‌الدین صادقی بوده به تازگی در اختیار علاقه‌مندان قرار گرفته‌است. لاله عالم با اشاره به این‌که کتاب «عالیجناب سیاه» بیوگرافی «سعدی افشار» از زبان خود اوست، گفت: «من در این کتاب با خود عهد کردم امانت دار خوبی باشم و گفته‌های سعدی افشار را صادقانه امانتداری کنم. در کتاب بخش‌های توصیفی نیز وجود دارد که خودم با مطالعه روی نمایش‌های سنتی آن را نوشته‌ام.»
قطب‌الدین صادقی در مورد سعدی افشار نوشته‌است: «سعدی افشار در تاریخچه نمایش روحوضی معاصر ایران یک استثناست. او چهره‌ای جذاب، خلاق، هوشمند و بسیار مردمی است که خلاقیت‌های پنجاه سال اخیر نمایش روحوضی بدون حضور و کار و نام او معنا ندارد.»
به نقل از سعدی افشار دربارهٔ کودکی‌اش در «عالیجناب سیاه» آمده‌است: «از زمانی که چشم‌باز کردم، در دنیای کودکانه‌ام فقط زنی را دیدم که تنها مراقبم بود. این زن، بنده خدا، بدون هیچ سرپرستی با کار و تلاش فراوانش، از کار در خانه‌ها تا گُل‌سازی، سعی می‌کرد زندگی من و خودش را بچرخاند. پدری بالای سرم نبود خواهر و برادری هم نداشتم، تنها فرزند بودم؛ یعنی هیچ‌کس را نداشتم و معنای قوم و خویش را نمی‌دانستم به‌هرحال کم‌کم که بزرگ می‌شدم و مسائل را درک می‌کردم، فهمیدم که او – این زنی که نه شوهر داشت و نه پدر و مادر و نه سرپرستی – مادر من، «صدیقه» و اهل زنجان بود. ترکی صحبت می‌کرد. نمی‌دانم چرا به تهران آمده بود و چرا در آنجا ماندگار شده بود. هرگاه از او دربارهٔ پدرم می‌پرسیدم، می‌گفت: او مرده و در یکی از روستاهای زنجان به خاک سپرده‌شده‌است.»
سریال دندون طلا تا حدودی به زندگی استاد سعدی افشار اشاراتی داشته‌است.